# Cephalanthera exigua
Cephalanthera exigua är en orkidéart som beskrevs av Gunnar Seidenfaden. Cephalanthera exigua ingår i släktet skogsliljor, och familjen orkidéer. Inga underarter finns listade i Catalogue of Life.